# ناحیه گرین وود، شهرستان اسکودا، میشیگان
ناحیه گرین وود (به انگلیسی: Greenwood Township) یک منطقهٔ مسکونی در ایالات متحده آمریکا است که در شهرستان اسکودا واقع شده‌است.
 ناحیه گرین وود  ۱٬۱۲۱ نفر جمعیت دارد و ۳۵۹ متر بالاتر از سطح دریا واقع شده‌است.